# مشكلات الدبابات في الحرب العالمية الثانية

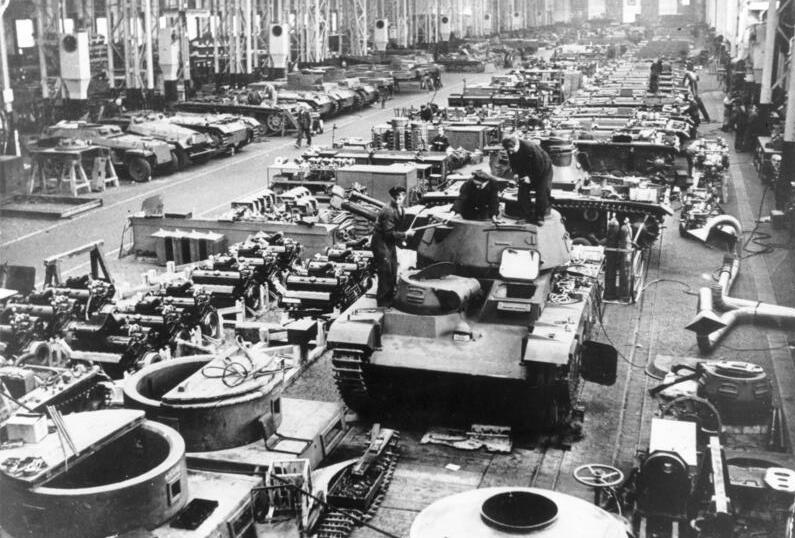
خط إنتاج الدبابات الألماني.

ألمانيا النازية وضعت العديد من تصاميم الدبابات التي أستخدمت في الحرب العالمية الثانية. بالإضافة إلى التصميمات الأخرى، استخدمت ألمانيا أيضًا العديد من الدبابات التي تم الاستيلاء عليها. خلال 1926-1945 نمت تصميمات المركبات المدرعة الألمانية من «عبوات صغيرة جداً بحجم خمسة أطنان إلى وحوش تزن مائة طن».

## التنمية والاستخدامات
كانت قوات الدبابات الألمانية ناجحة بسبب الابتكار التكتيكي أكثر من جودة الدبابات نفسها.
باستخدام تكتيكات الحرب الخاطفة التي وضع أساسها هاينز جوديريان، قام كل من جودريان وبول لودفيغ إيفالد فون كلايست وغيرهم من القادة الميدانيين مثل إرفين رومل بكسر فجوة الحرب الزائفة بطريقة تقريبًا خارج فهم الحلفاء. في الحقيقة الألمان هم رواد مفهوم الأسلحة المشتركة وهم أول من طبقه على أرض الواقع، ولا يزال مفهوم «المزاوجة» بين الدرع والمشاة قائما حتى الساعة، بل وازدادت قيمته مع تحول القتال من النمط التقليدي المفتوح والممتد إلى النمط الخاص المغلق والمركب. 